# Путинцев, Альберт Григорьевич
Альберт Григорьевич Пу́тинцев (1932—1995) — советский сценарист.

## Биография
Родился 24 июня 1932 года в Омске в семье учителей. Окончил военное училище (1949) и факультет журналистики КГУ имени Т. Г. Шевченко (1961). Работал председателем Запорожского областного комитета по радиовещанию, телевидению, главным редактором Главной редакции по производству телефильмов Госкомитета по телевидению и радиовещанию при СМ УССР. В 1973—1985 годах был директором Киевской киностудии имени А. П. Довженко. Был членом СПУ и СКУ.
Умер 4 января 1995 года в Киеве.

## Творчество
- рассказы «Ночные фиалки» (1958), «Самая красивая» (1961)
- очерки «Христофор Саламбаш», «Дозорные» (1960);
- сборники повестей и рассказов «Бой в утренней степеи» (1971)
- романы «Свой» (1965), «Полудень» (1974)
- пьеса «Металлурги» (1975).

### Фильмография
- 1966 — Где ревел на порогах Днепр
- 1968 — Сталь и розы
- 1971 — Мастера
- 1973 — Создатели
- 1979 — «Возрождение», док. фильм по одноимённой книге Л. И. Брежнева
- 1981 — Житие святых сестёр
- 1983 — Несущий факел
- 1986 — В одну единственную жизнь

## Награды и премии
- Государственная премия УССР имени Т. Г. Шевченко (1980) — за публицистический документальный телевизионный фильм «Возрождение» по книге Л. И. Брежнева
- Специальный приз жюри VIII Вкф. телефильмов (Баку, 1979) — за публицистический документальный телевизионный фильм «Возрождение» по книге Л. И. Брежнева
- Второй приз Всесоюзного фестиваля телефильмов (Донецк, 1974) — за фильм «Создатели»
- орден Трудового Красного Знамени и медали